# San Jerónimo Ixtapantongo
San Jerónimo Ixtapantongo är en ort i Mexiko, tillhörande kommunen Ixtlahuaca i den västra delen av delstaten Mexiko. San Jerónimo Ixtapantongo hade 3 449 invånare vid folkräkningen 2010.